# Vodeane, Petrove
Vodeane (în ucraineană Водяне) este localitatea de reședință a comunei Vodeane din raionul Petrove, regiunea Kirovohrad, Ucraina.

## Demografie
Componența lingvistică a localității Vodeane
     Ucraineană (94,48%)
     Rusă (4,36%)
     Română (1,16%)
Conform recensământului din 2001, majoritatea populației localității Vodeane era vorbitoare de ucraineană (94,48%), existând în minoritate și vorbitori de rusă (4,36%) și română (1,16%).